# باد تنشتيت
باد تن اشتت (بالألمانية: Bad Tennstedt) هي بلدة ألمانية تقع في ألمانيا في Unstrut-Hainich-Kreis. يقدر عدد سكانها بـ 2,598 نسمة .

## المدن التوأمة
مدينة Bad Salzschlirf هي مدينة توأمة لـباد تن اشتت.